# Trevo Pastor Pimentel
O Trevo Pastor Pimentel, também conhecido como Viaduto de Coronel Fabriciano ou Viaduto da Terra Mãe, é um viaduto localizado no município brasileiro de Coronel Fabriciano, no interior do estado de Minas Gerais. Trata-se da interseção da Avenida Presidente Tancredo de Almeida Neves sobre a Avenida Governador José de Magalhães Pinto, sendo esta a principal via da cidade, que liga o Centro de Fabriciano aos bairros do distrito Senador Melo Viana, região mais populosa do município. É considerado um dos principais pontos de referência da cidade e contém o marco zero do município, o Monumento Terra Mãe.

## História

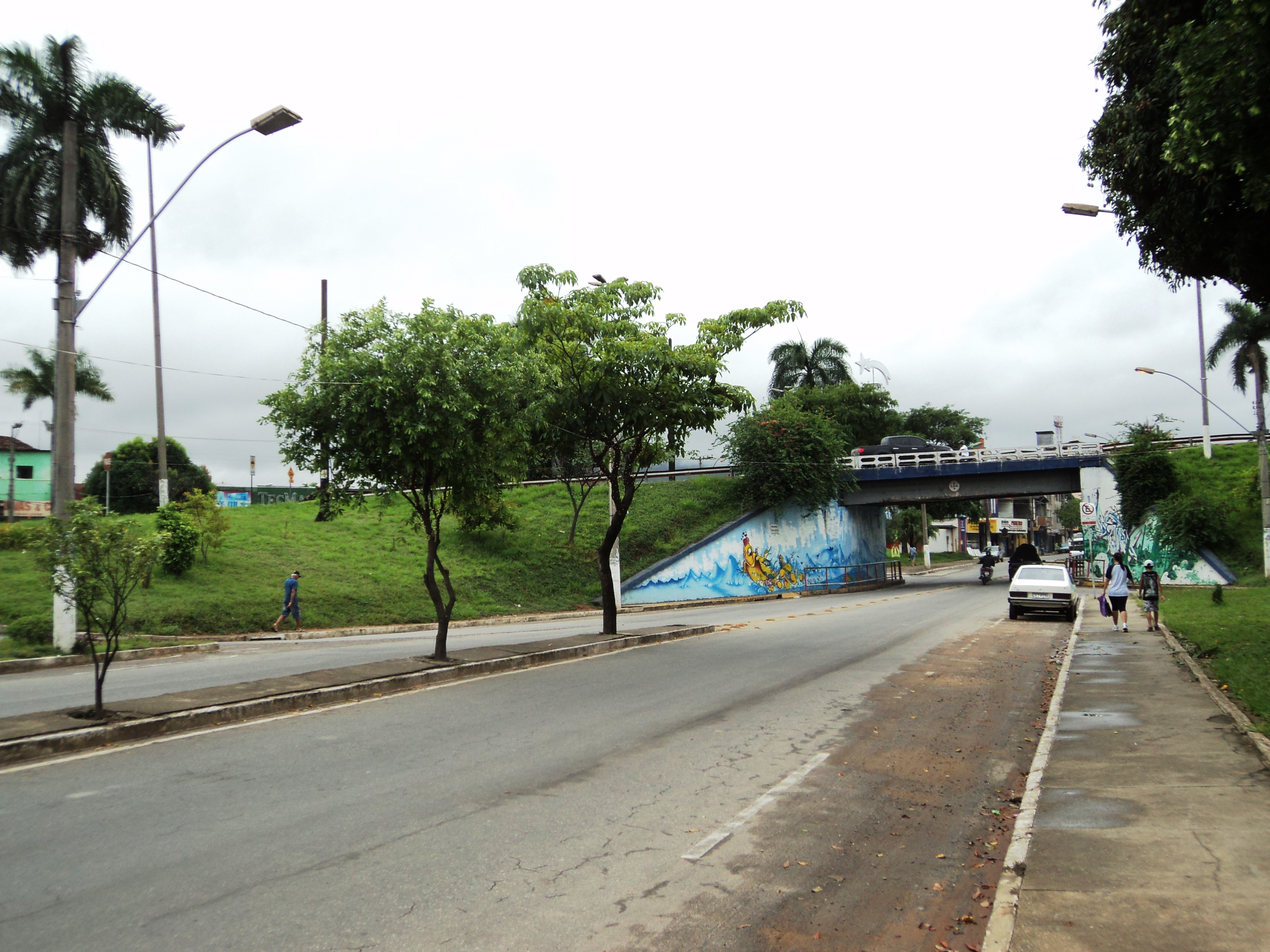
Antigo afunilamento da Avenida Magalhães Pinto sob o viaduto (2010)

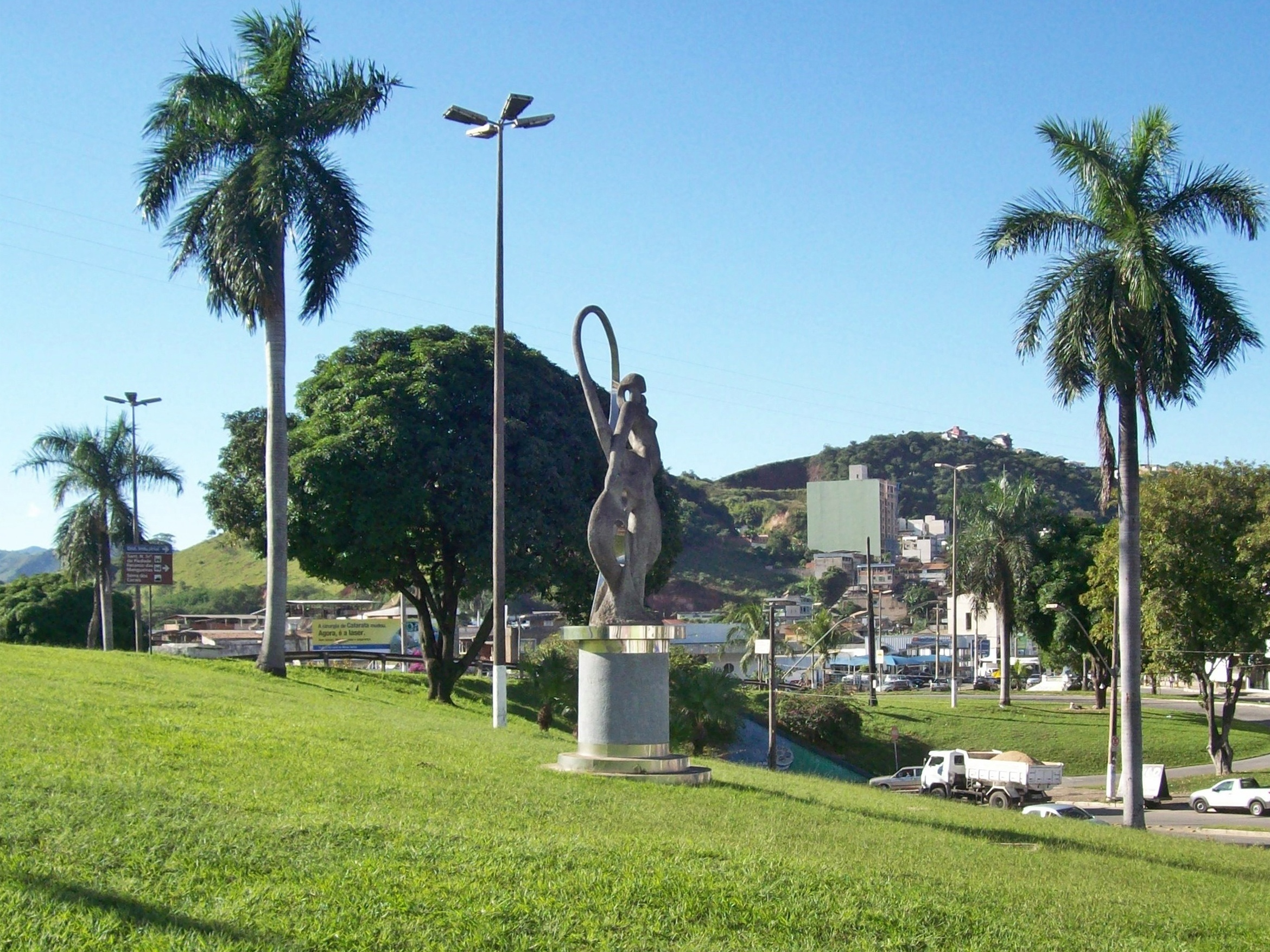
Vista do Monumento Terra Mãe em meio ao trevo (2015)

A origem do viaduto está relacionada à construção de uma estrada pela Usiminas, ligando a ponte sobre o rio Piracicaba a Ipatinga, na década de 1950, com a intenção de estabelecer um trajeto mais rápido entre o antigo Aeroporto da Acesita e a usina de Ipatinga. O caminho utilizado até então passava pela área dos atuais bairros Mangueiras e Amaro Lanari e, além de mais longo, era precário.
No trecho do atual viaduto a estrada foi locada sobre um aterro elevado, impedindo o acesso retilíneo entre a região do Melo Viana e o Centro de Fabriciano. Para cumprir o trajeto era necessário dar uma volta até o leito do ribeirão Caladão. Dessa forma, o então prefeito Raimundo Alves de Carvalho determinou a abertura de um corte no aterro para restabelecer a passagem entre as duas partes da cidade. Somente então que a Usiminas construiu um viaduto de concreto armado no local, mas sem considerar uma possível expansão das vias e o crescimento populacional da área.
O trevo veio a ser construído no começo da década de 1960, com a locação da MG-4 — que mais tarde foi incorporada à BR-381 —, aproveitando as dimensões do antigo viaduto. A obra do trevo ocorreu durante o mandato do então governador José de Magalhães Pinto. Por essa razão o político foi homenageado ao ter seu nome emprestado à Avenida Magalhães Pinto, que veio a ser pavimentada na mesma década. O título "Trevo Pastor Pimentel", por sua vez, reverencia o pastor José Alves Pimentel, fundador das Assembleias de Deus do Vale do Aço, e que na época pastoreava a AD que fica ao lado do trevo.
A altura da ponte, de 3,6 m, fez com que ocasionalmente caminhões ficassem presos ao passar de baixo do viaduto. Além disso, a largura das vias inferior e superior do viaduto em pista simples foi insuficiente para atender à circulação de veículos crescente. Em dezembro de 2008, uma proposta da prefeitura de captação de recursos para remodelação do trevo chegou a ser aprovada pela Câmara Municipal. Em janeiro de 2010, a via sob concessão federal foi transferida para fora do perímetro urbano municipal e o trecho que passa por Coronel Fabriciano (Avenida Tancredo Neves) foi municipalizado, reduzindo o tráfego de veículos sobre o trevo.

### Reconstrução

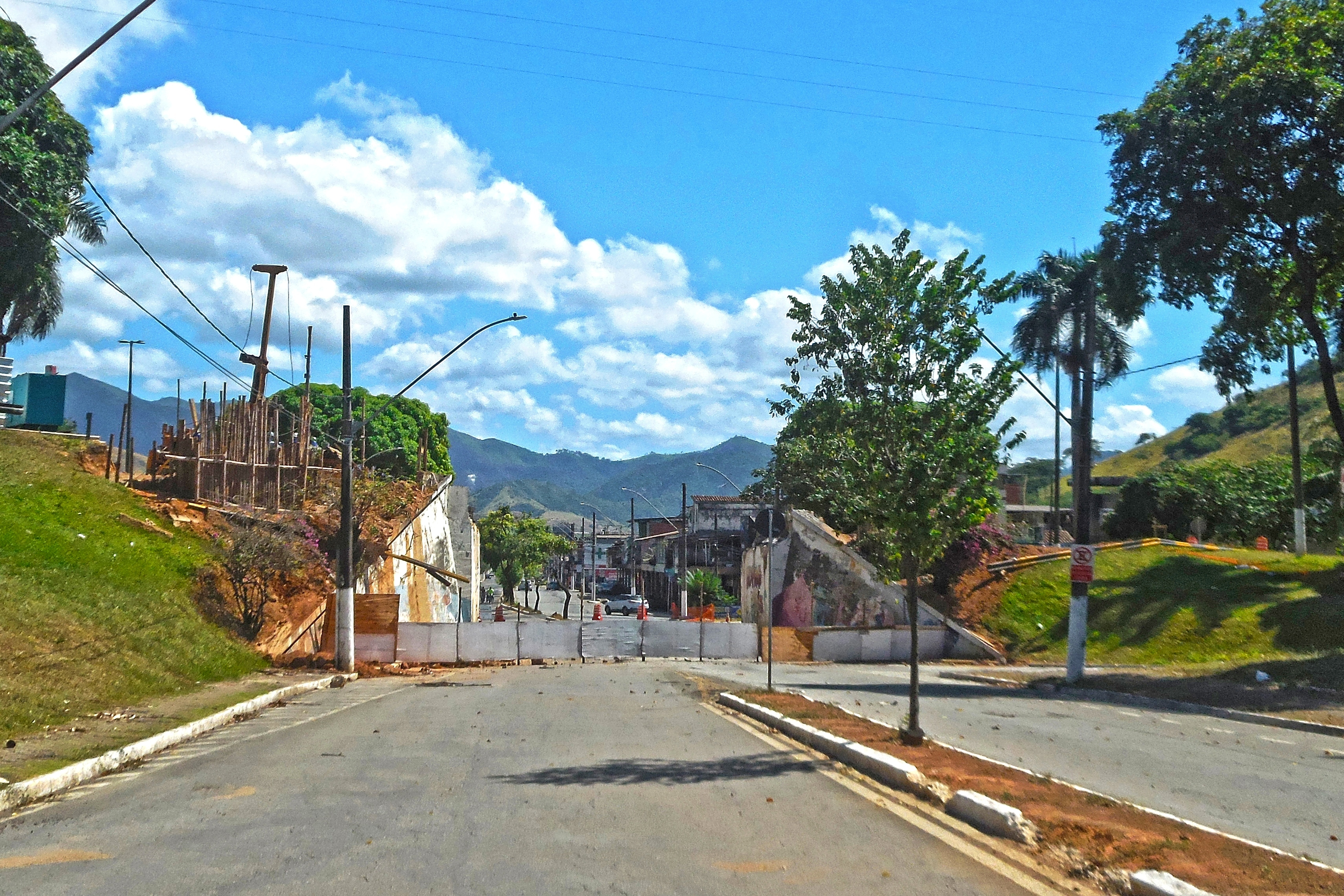
Obra de reconstrução do trevo em março de 2023, após a demolição do tabuleiro.

Em fevereiro de 2019, o Departamento Nacional de Infraestrutura de Transportes (DNIT) e a prefeitura de Coronel Fabriciano anunciaram que o viaduto precisava passar por obras emergenciais e poderia ser interditado a qualquer momento, pois uma de suas vigas de sustentação apresentava deterioração. A baixa altura também foi apontada como um problema grave, elevando o risco de desabamento da estrutura. Na ocasião, o DNIT divulgou que uma licitação para a reforma seria lançada em caráter urgente. Um ano mais tarde, em fevereiro de 2020, ocorreram as intervenções de emergência, ocasião em que a estrutura foi reforçada com três vigas metálicas. Contudo, acidentes com caminhões continuaram a ocorrer em função da altura insuficiente, prejudicando a estrutura ainda mais.
No dia 30 de janeiro de 2023, o prefeito Marcos Vinícius da Silva Bizarro deu início à reconstrução de todo o trevo, a fim de sanar os riscos estruturais e os problemas com caminhões entalados. A intervenção contemplou a demolição da estrutura antiga para elevação da altura para 5 m, uso de vigas de 50 cm para sustentação da estrutura superior, construção de mais duas vias inferiores e uma superior e caminhos para pedestres (que não existiam). Durante os serviços, o trânsito foi desviado para alças provisórias fora do canteiro de obras, mas mesmo assim o entorno e as ruas próximas registraram congestionamentos diários, por causa dos desvios necessários e do fluxo intenso de veículos da área. A previsão inicial era de que a construção durasse seis meses, porém se estendeu por pouco mais de 1 ano por motivos técnicos, com a reinauguração em 5 de fevereiro de 2024.